# AV-20 (Spanje)

De AV-20

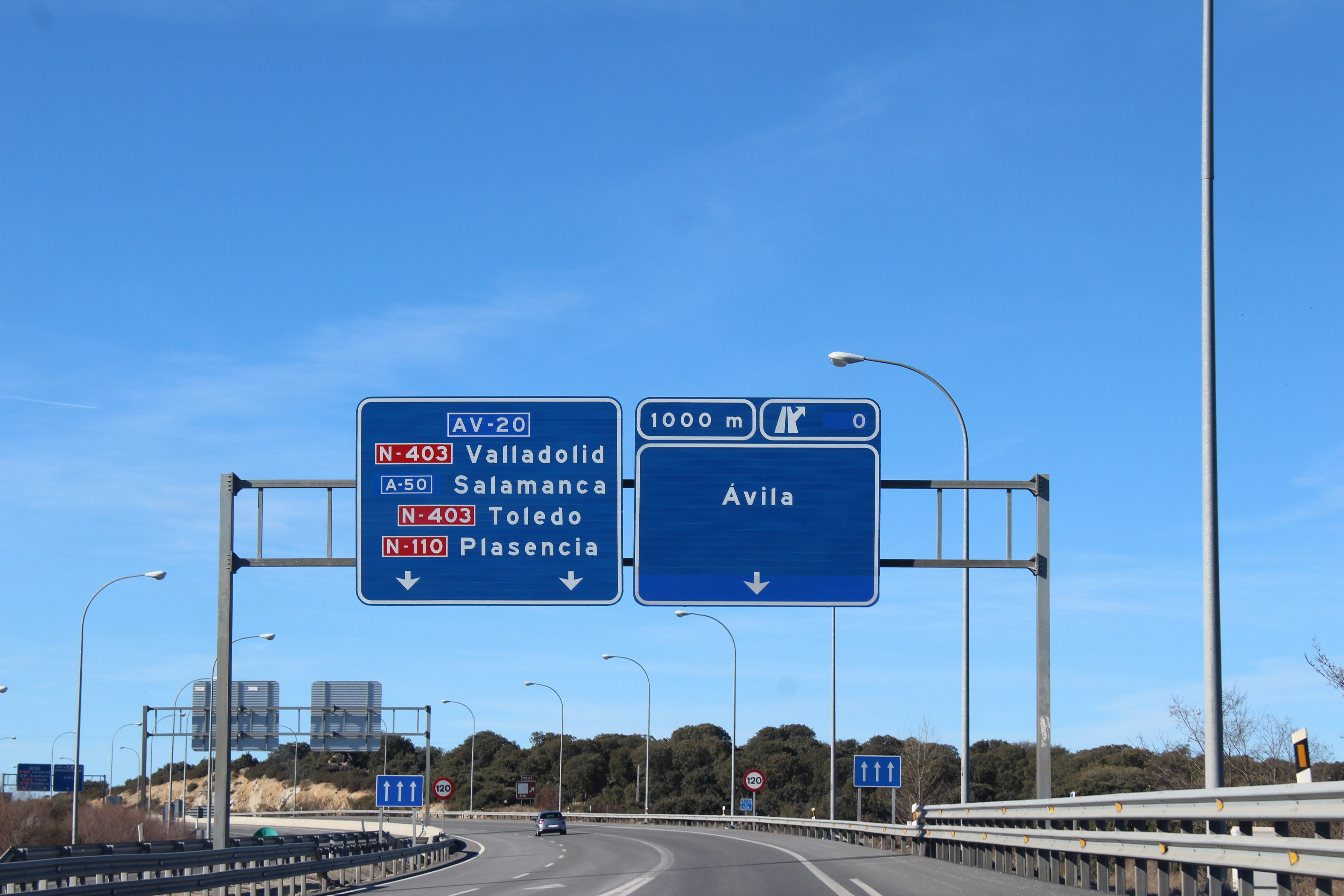
De AV-20

De AV-20 of Circunvalación de Ávila is een autovía in Castilië-León. De snelweg van 10,1 kilometer werd vroeger A-51 genoemd en vormt een ring om Ávila.